# Vest Buss
Vest Buss Gruppen A/S är en norsk bussåterförsäljare och tidigare buss- och karosstillverkare. 
Vest Buss grundades i Visnes i Stryn 1965 som Vest Karosseri A/S av Nordfjord og Sunnmøre Billag, Fylkesbaatane i Sogn og Fjordane, Stranda og Sykkylven Billag och Stryns kommun. Företaget byggde sin första buss 1967.
År 2002 övergick tillverkningen i joint venture-företaget Vest-Busscar Holding A/S, i vilket Vest Buss A/S hade 65 % och det brasilianska företaget Busscar Õnibus SA 35 %.
För en planerad produktion på basis av karosserier från Brasilien köpte joint venture-företaget i februari 2002 Dansk Automobil Byggeri A/S i Silkeborg av Scania. Finanskrisen i Sydamerika det året gjorde att produktion aldrig kom igång, varefter det danska dotterföretaget försattes i konkurs i februari 2003.
Busscar sålde därefter ut sin minoritetsandel i joint venture-företaget 2006, varefter företaget namnändrades till Vest Buss A/S. 
Vest Buss upphörde med karosstillverkningen 2011, men fortsatte som generalagent för bussar från Iveco.

## Bildgalleri

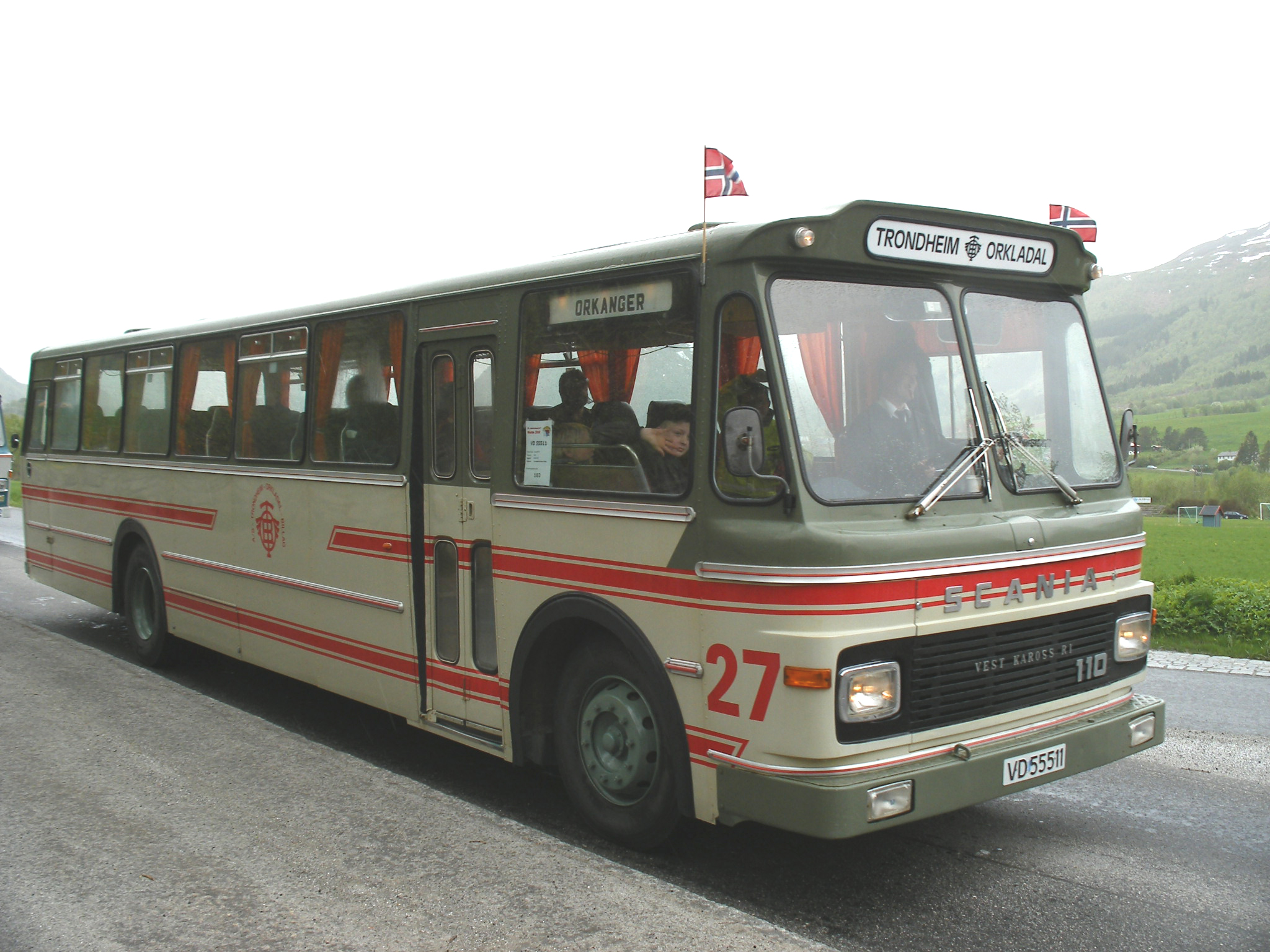
Vest-buss typ 3 på Scanias C110-chassi, levererad 1973 till Trondheim-Orkladal Billag
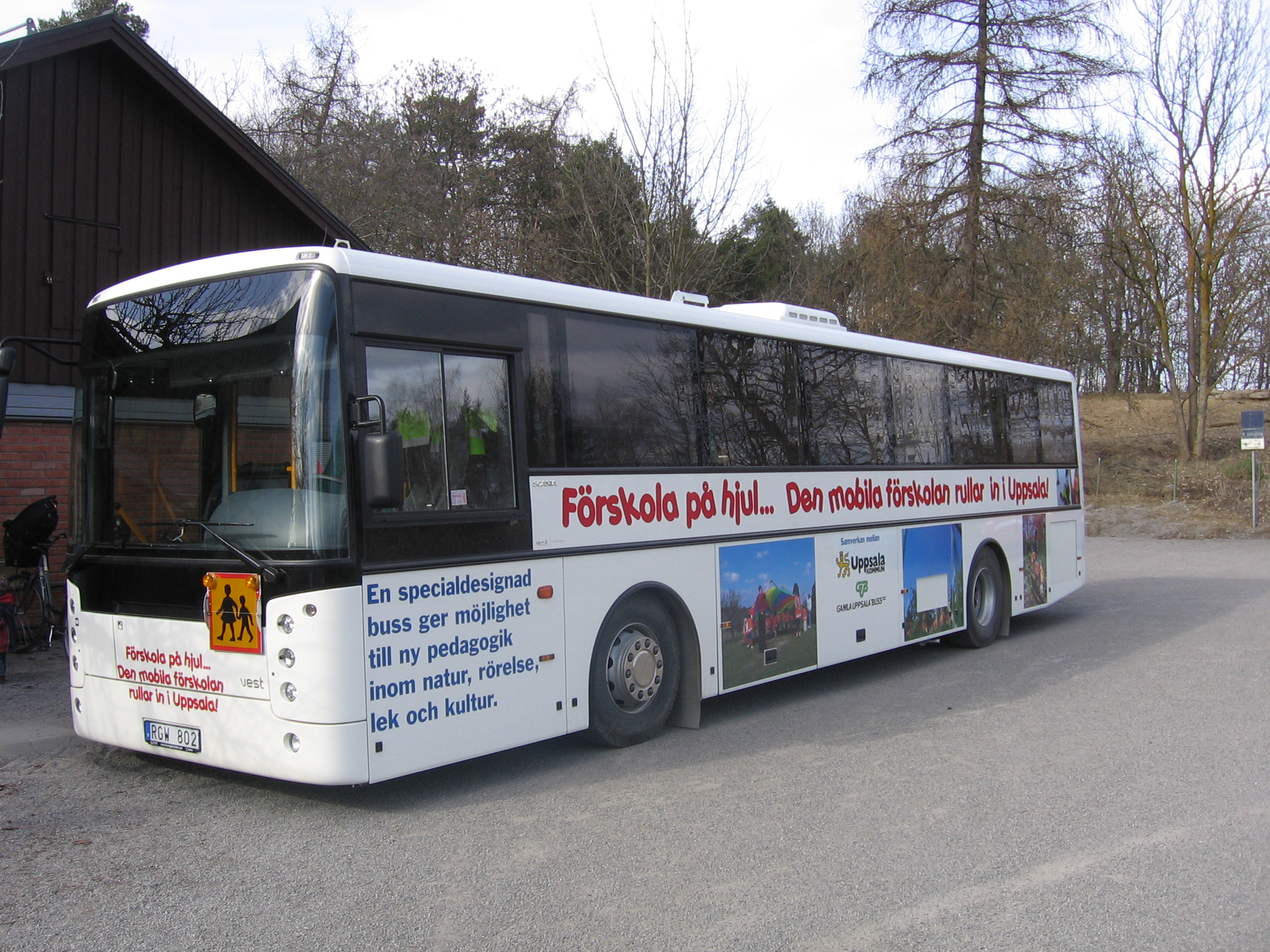
Förskolebussen Maja på Scania K230-chassi, levererad till Uppsala 2009
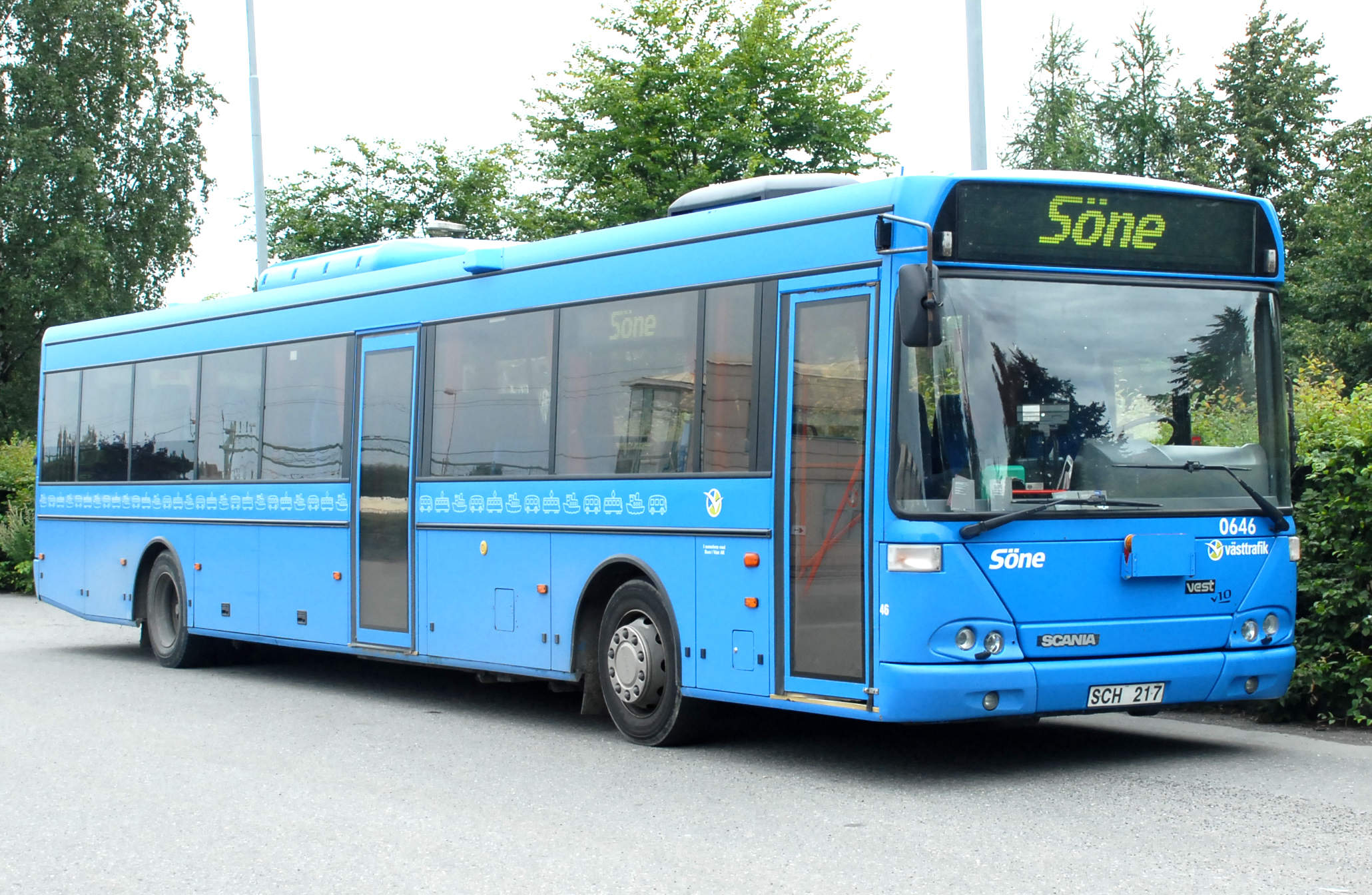
Vest V10LE på Scania L94UB4X2-chassi, tillhörande Söne Buss i Göteborg AB i trafik för Västtrafik